# Kasteel aan de Zevender
Het Kasteel aan de Zevender stond ten noordoosten van de Nederlandse stad Schoonhoven, provincie Zuid-Holland. Het voormalige kasteelterrein is geheel verdwenen en bevindt zich op de plek van de vestingwerken en de Grote Gracht.

## Geschiedenis
Het was waarschijnlijk Jan van der Lede, heer van Schoonhoven, die in de eerste helft van de 13e eeuw het kasteel liet bouwen aan de noordzijde van het riviertje de Zevender. Het kasteel lag op een strategische plek nabij de Lek en was de aanzet voor de ontwikkeling van de nieuwe nederzetting die uitgroeide tot Schoonhoven. Het kasteel zou ook deel gaan uitmaken van de stadsverdediging en verving tot begin 15e eeuw zelfs de noordoostelijke stadsmuur.

### Belegeringen
Het kasteel werd volgens de rijmkroniek van Melis Stoke belegerd in 1300 en 1304. Het beschadigde kasteel zou rond 1312 zijn herbouwd en uitgebreid door Jan van Henegouwen.
In de tweede helft van de 14e eeuw volgden kleine reparatiewerkzaamheden door Jan van Blois en Guy van Blois. Het kasteel was voor Jan van Blois de locatie waar hij zijn omvangrijke hofhouding hield en belangrijke edelen om zich heen verzamelde, zoals Jan van Herlaar, Arnoud van Amstel en Gijbrecht van Langerak.
Het kasteel speelde een grote rol bij het beleg van Schoonhoven in maart 1425. De Hoeken onder Floris van Kijfhoek hadden binnen een aantal dagen de stad Schoonhoven weten in te nemen, maar het kasteel wist zes tot acht dagen langer weerstand te bieden. Het slot werd geleid door Willem van de Coulster en Albrecht Beiling en de Hoeken waren erg gedreven juist de heer Beiling gevangen te nemen. Nadat Beiling zich over gaf werd hij binnen enkele maanden op een molenerf nabij de stad levend begraven.

### Brand en afbraak

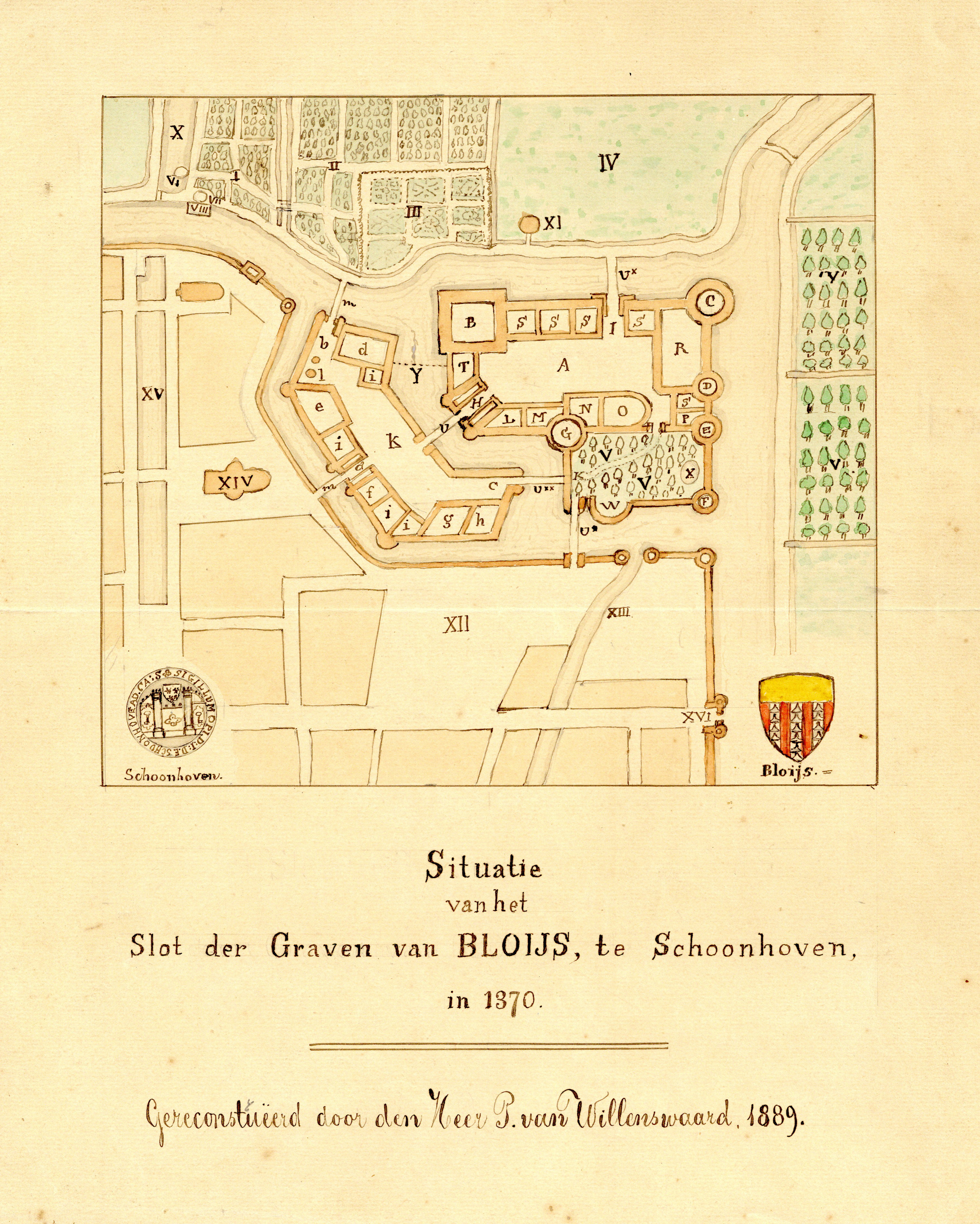
Reconstructietekening door Pieter van Willenswaard (1889)

In 1518 woedde er in Schoonhoven een stadsbrand en ook het kasteel ging grotendeels in vlammen op. Keizer Karel V gaf vervolgens de opdracht om een nieuw kasteel te bouwen aan de zuidoostzijde van de stad. De bouw hiervan ging in 1524 van start. Van het oude kasteel waren in 1522 alvast enkele delen gesloopt om een verzameling baksteen aan te leggen voor hergebruik in het nieuwe kasteel. De nieuwbouw wilde echter niet vlotten en in 1527 werden de bouwwerkzaamheden stilgelegd.
Tot 1532 vonden er aan het oude kasteel zelfs nog reparaties plaats, maar uiteindelijk gaf Karel V in 1540 opdracht tot het afbreken van de ruïne en twee jaar later was het oude kasteel geheel gesloopt. De stenen zijn hergebruikt voor het verbeteren van de stadsmuren.

## Beschrijving
Volgens een melding uit 1399 over reparatiewerk aan het kasteel ging het om een vierkante toren, oftewel een donjon. Andere bronnen spreken van een huis dat werd geflankeerd door vier torens. Waarschijnlijk was het oudste kasteel een mottekasteel dat na de belegeringen van 1300 en 1304 tot een groot kasteel is herbouwd. Dit herbouwde kasteel bestond uit een hoofdburcht en een voorburcht en zou beschikken over een eigen kapel. Op de voorburcht waren de bijgebouwen, zoals stallen, een bakkerij en een slachterij. Zowel de hoofdburcht als de voorburcht kenden meerdere toegangen en waren beide omgracht.
Ten noorden van het kasteel ligt het Hofland. Dit stuk land is in de 13e eeuw aangelegd en behoorde tot het grondeigendom van het kasteel.
Van het kasteel zijn vrijwel geen resten teruggevonden. Bij de bouw van een zorgcentrum in de 20e eeuw zou de fundering van een kasteeltoren zijn opgeblazen. Verder zijn er puinresten vastgesteld die verband houden met het kasteel.
Abbenbroek · Abspoel · Adegeest · Slot Alkemade ·  Altena · Arkelsburg · Bellesteyn · Huis ten Berghe · Binckhorst · Binnenhof · Blijdestein · Te Blotinghe · Boekenburg · Boekhorst · Boshuysen · Bulgersteyn · Burcht (Leiden) · Burcht (Voorne) · Slot Capelle · Coebel · Cranenburg · Crayestein · Cronesteyn · Crooswijk · Develstein · 't Huys Dever · Dirks Steenhuis · Ter Does · Duivenstein · Duivenvoorde · Endegeest · Endepoel · Foreest · Giessenburg · Gravensteen · Groot Haesebroek · 's Heeraartsberg · Hof van Wateringen · Holy · Slot Honingen · Kasteel van de Heren van Arkel · Kasteel van Gouda · Keenenburg · Kasteel Keukenhof · Klein Poelgeest · Huis te Langerak · Langestein · Huis te Liesveld · Ter Lips · De Loo · Madeburcht · Marenburch · Meerburg · Huis te Merwede · Huis ter Mey · Kasteel van der Meye · Niemandsvriend · Noordeloos · Oud-Berendrecht · Oud-Poelgeest · Oud Teylingen · Paddenpoel · Persijn · Groot Poelgeest · Hof van Putten · Puttensteyn · Landgoed De Raephorst · Kasteel Ravesteyn · Kasteel van Rhoon · Rijnegom · Rijnenburg · Huis te Riviere · Rodenburg · Hofstad Rodenrijs · Rodenrijs · Rosenburgh · Huis Roucoop · Santhorst · Schelluinderberg · Schonenburg · Kasteel van Schoonhoven · Souburgh · Spangen · Starrenburg · Huis ter Specke · Steenvoorde · Stenevelt · Slot Teylingen · Den Toll · Torenvliet · Slot Valckesteyn · Huis ter Waard · Warmont · Ter Weer · Hof van Wena · Kasteel Westerbeek · Huis te Woude · Kasteel van IJsselmonde · 't Zand · Huis Zevender · Kasteel aan de Zevender · Zijlhof · Zonneveld · Huis Zuidwijk · Zwieten